# Prinsbisdom Freising

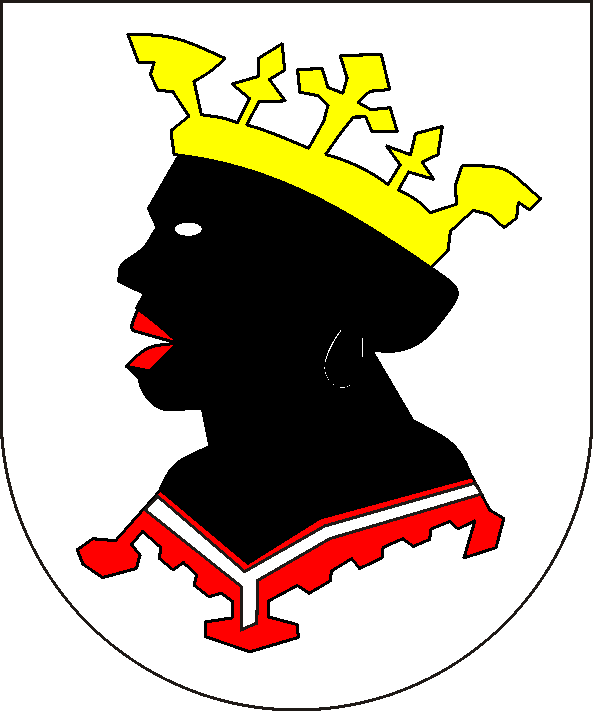
Wapen van het bisdom Freising

Het prinsbisdom Freising was een tot de Beierse Kreits behorend sticht binnen het Heilige Roomse Rijk. De stad Freising in Beieren is nog steeds een zetel van het aartsbisdom München en Freising. Het prinsbisdom had rond 1800 een oppervlakte van 825 km².
Omstreeks 738/9 werd het bisdom gesticht door Bonifatius. Aanvankelijk behoorde het bisdom tot de kerkprovincie Mainz, na 798 tot de kerkprovincie Salzburg. In 1217 werd de bisschop met de Ilsgouw beleend. Vervolgens wist het bisdom in 1220 ten koste van het hertogdom Beieren rijksvrij te worden voor de volgende gebieden: Freising, de graafschappen Ismaning (circa 1294) en Werdenfels en de heerlijkheid Burgrain.
In 1249 werd de heerlijkheid Garmisch verworven en in 1254 het bezit van de graven van Hörnstein. Na het verwerven van Partenkirchen in 1294 wordt de heerlijkheid Werdenfels gevormd.
De bisschop bezat sinds 996 ook het stadje Neuhofen in Neder-Oostenrijk.
Paragraaf 2 van de Reichsdeputationshauptschluss van 25 februari 1803 kent het bisdom Freising toe aan het keurvorstendom Beieren. Beieren had het bisdom reeds op 23 augustus 1802 ingelijfd.

## Regenten
- 724- 730: Korbinian (St)
- 730- 749: Erimbert
- 749- 764: Joseph
- 764- 784: Aribo
- 784- 810: Hatto
- 810- 834: Hitto
- 835- 854: Erchanbert/Erchembert
- 854- 875: Arno
- 875- 883: Arnulf
- 883- 905: Waldo
- 905- 905: Uto
- 905- 925: Drachulf
- 925- 937: Wolfram
- 937- 956: Lambert/St.Lantpert
- 956- 993: Abraham
- 993-1006: Gottschalk
- 1006-1039: Egilbert van Moosburg
- 1039-1052: Nitker/Nitgar/Nizo
- 1052-1078: Ellenhard
- 1078-1098: Meginward
- 1098-1137: Hendrik I van Peilstein-Burghausen
- 1138-1138: Matthaeus
- 1138-1158: Otto I van Babenberg (Oostenrijk)
- 1158-1184: Albert I van Harthausen (=Adalbert van Sigmaringen)
- 1184-1220: Otto II van Berg
- 1220-1230: Gerold van Reichersdorf
- 1230-1258: Koenraad I van Tölz en Hohenburg
- 1258-1279: Koenraad II, Wildgraaf (tegenbisschop)
- 1279-1282: Fredrik van Montalban
- 1279-1311: Emich, Wildgraaf (tegenbisschop))
- 1311-1314: Godfried van Greiffenberg
- 1314-1322: Koenraad III van Sendlingen
- 1323-1324: Johan I van Güttingen (1306-1321: bisschop van Brixen; 1322-1324: bisschop van Bamberg)
- 1324-1340: Koenraad IV van Klingenberg
- 1340-1349: Johan II Greyse van Zesterfleth (1332-1340: bisschop van Verden)
- 1349-1359: Albert II van Hohenberg (1345-1349: bisschop van Würzburg)
- 1359-1377: Paul van Harrach
- 1377-1381: Leopold van Sturmberg
- 1381-1410: Berthold van Faimingen
- 1411-1412: Koenraad V van Hebenstreit
- 1412-1421: Herman van Cilly (1421: bisschop van Trente)
- 1421-1443: Nikodemus della Scala
- 1443-1448: Hendrik II Schlick
- 1448-1452: Johan III Grünwalder
- 1453-1473: Johan IV Tulbeck
- 1473-1495: Sixtus van Tannberg
- 1495-1498: Ruprecht van de Palts
- 1498-1541: Philips van de Palts
- 1541-1551: Hendrik III van de Palts
- 1552-1565: Maurits van Sandizell
- 1566-1612: Ernst van Beieren
- 1612-1618: Stefan van Seyboldsdorf
- 1618-1651: Veit Adam van Geebeck
- 1652-1685: Albert Sigismund van Beieren
- 1685-1694: Josef Clemens van Beieren
- 1695-1727: Johan Frans Ecker van Käapfing-Lichtenegg
- 1727-1763: Johan Theodoor van Beieren
- 1763-1768: Clemens Wenzeslaus van Saksen
- 1769-1788: Lodewijk Josef van Welden
- 1787-1789: Maximiliaan Procop van Törring (bisschop van Regensburg)
- 1790-1803: Josef Koenraad van Schroffenberg (proost van Berchtesgaden; bisschop van Regensburg)

- Gemeinsame Normdatei: 4086538-1
- Virtual International Authority File: 248093715
- WorldCat: E39PBJt3YKkTmWp7q9FXtQjXBP